# Дагестански државни медицински универзитет
Дагестански државни медицински универзитет (ДДМУ)  је високообразовна установа у Махачкали на којој се школује више од 5 хиљада студената, укључујући и више од 240 страних држављана из 28 земаља света, и обучавају специјалисти из области медицине и фармације.
Данас је Дагестански државни медицински универзитет признати центар иновативног образовања, науке и културе региона, који чува најбоље домаће традиције и обогаћује их новим искуством светског образовног и научног простора.

## Историја
Ова установа је основан 1932. године првобитно као Дагестански државни медицински институт, који је у почетку у свом саставу имао само један медицински факултет.  За нови будући универзитет прво су додељене  просторије у Дому особља и Дому горштака (сада Аграрни универзитет).
Први директор Дагестанског медицинског института био је Муслим Јусупович Нахибашев, човек који је прошао пут од обичног болничара до народног комесара здравља Дагестана. Професор Омар Алијевич Бајрашевски, који је позван из Азербејџана, постао је заменик директора за научна и образовна питања.
У првим годинама постојања, на његовом оснивању радили су познати научници, професори О.А. Баирасхевски, М. С. Доброхотов, А. В. Россов, В. А. Чудносоветов, Ф. Р. Бородулин, А. Г. Подварко, Г. П. Руднев и други.
Године 1937. одржана је први дипломски испит младих лекара. Од 161 пријављених, на испите је примљено 86 особа, дипломирало је 83. Троје није положило испите, а остали су из разних разлога напустили институт. Први студент који је дипломирао на институту био је Александар Федорович Серенко.
Током дугих година свог деловања, будући   универзитет је искусио бројне недаће, епидемијске невоље, глад и разарања које је донео Велики отаџбински рат, тешке године послератне обнове, тешко време перестројке и не само преживео, већ је све ово време радио са изузетном посвећеношћу, учврстио своју позицију и увећао славу универзитета.
Почев од  1960-их на Институту су основани:
- 1964.- вечерњи одсек Медицинског факултета,
- 1965. - Стоматолошки факултет,
- 1969. - Педијатријски факултет,
- 1974. - Припремно одељење,
- 1983. - Факултет за усавршавање лекара,
- 1986. - Припремни факултет за стране држављане,
- 1987. – Факултет за рад са страним држављанима,
- 1991. – Централна истраживачка лабораторија,
- 1994. - Специјализовано веће за одбрану докторских и магистарских радова.[3]

Године 1976. институт је постао високошколска установа прве категорије, а  1982. године универзитет је одликован Орденом пријатељства народа.
Дагестански државни медицински институт је 1995. добио је статус академије (ДДМА), а 2016. године статус универзитета (ДДМУ).
Укупно је до данас на ДДМУ дипломирало више од 27 хиљада лекара.
У ДДМУ има више од 700 наставника, 116 доктора наука, 66 професора, 418 кандидата наука, 179 доцента.

## Структура
У саставу Дагестанског државног медицинског универзитета постоје следећи факултети са 75 катедри:
- Терапеутски
- Педијатријски
- Стоматолошки
- Медицинско-профилактички
- Фармацеутски

Од осталих установа у саставу ДДМУ су:
- Истраживачки институт за хуману екологију у планинским пределима,
- Консултативно-дијагностичка поликлиника,
- Висока медицинска школа,
- Центар за запошљавање дипломираних студената,
- Одељење за информације и рачунарство,
- Центар за техничку подршку,
- Аналитичко одељење,
- Интернет центар,
- Научно-медицинска библиотека,
- Спортски комплекс,
- Центар за издаваштво и штампарија.[5]

## Руководећи кадар
| године                | Ректор                         |
| --------------------- | ------------------------------ |
| 1932-1934             | Нахибашев, Муслим Јусупович    |
| 1934-1936             | Кумаритов, Михаил Григоријевич |
| 1936-1939             | Бородулин, Теодосије Романович |
| 1939-1943             | Шаров, Иван Иванович           |
| 1943-1947             | Јаникјан, Могуч Сергејевич     |
| 1947-1954             | Алибеков, Серажутдин Јусупович |
| 1954-1959             | Нагорни, Михаил Тимофејевич    |
| 1959-1984             | Максудов, Магомед Магомедович  |
| 1984-1998             | Голубев, Аркадиј Михајлович    |
| 1998-2013             | Османов, Абдурахман Османович  |
| 2013—2016             | Ахмедов, Јалалутдин Расулович  |
| 2016-јун 2021         | Маммаев, Сулејман Нуратинович  |
| 2021                  | Моллаева Наида Радзхабовна     |
| 2021                  | Рагинов Разим Мирзекеримовицх  |
| и о. од децембра 2021 | Кханалиев Висампасха Јусупович |